# 上渚滑站

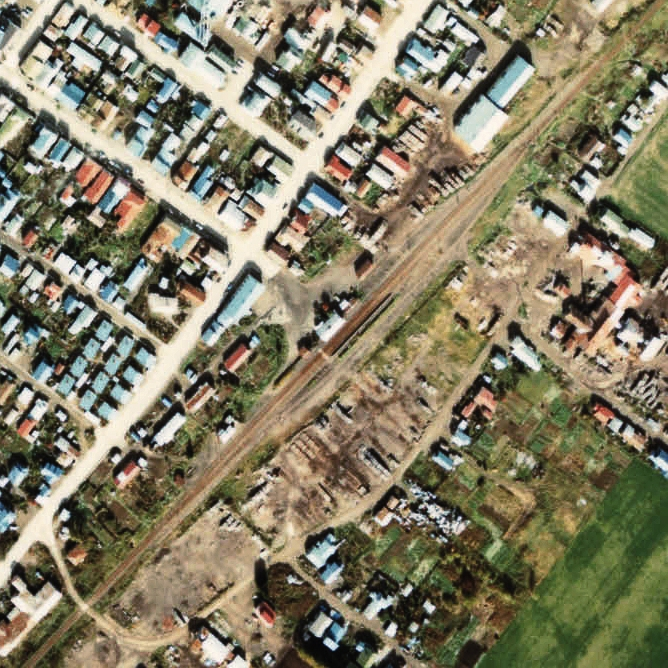
1978年的上渚滑站與方圓約500米範圍。左下方為北見瀧之上方向。當時設有2面2線的相對式月台，也可看見貨物專用副本線和，車站大樓旁邊設有貨物月台和引込線。曾經設有數條副本線，圖中只看見1條。堆場中還有少量木材，而當年車站結束處理貨物。

上渚滑站（日语：／ Kami-Shokotsu eki */?）是位於北海道紋別市上渚滑町三丁目，日本國有鐵道（國鐵）的渚滑線車站（廢站）。隨著渚滑線廢線，車站在1985年（昭和60年）4月1日廢除。

## 歷史
- 1923年（大正12年）11月5日 - 鐵道省渚滑線渚滑站至北見瀧之上站之間開通，此站啟用[2]。當時為一般車站。
- 1949年（昭和24年）6月1日 - 日本國有鐵道成立，成為日本國有鐵道車站。
- 1978年（昭和53年）12月1日 - 結束處理貨物。
- 1984年（昭和59年）2月1日 - 結束處理行李。
- 1985年（昭和60年）4月1日 - 渚滑線全線廢除，此站也廢除[1]。

### 站名的由來
車站位於渚滑川上流區域，因此在「渚滑」冠以「上」字。

## 車站構造
截至車站廢除前，車站是一座地面車站，設有2面2線的相對式月台。當時可進行列車交會。車站大樓一方的月台南邊與對面月台南邊之間設有站內平交道連接。車站大樓一方的月台（西邊）是上行線，對面月台是下行線。在渚滑一方設有路軌分支，連接車站大樓北邊的貨物月台（缺角式月台）和1條貨物側線。
此站是職員配置站。車站大樓位於站內西邊，鄰接上行月台中央部分。
由於上下車人次較多，早上上行上學列車會在此站進行增結作業。停靠此站的貨運列車主要運送原木，在結束處理貨物後，站內仍然放置了許多原木。

## 使用狀況
- 在1981年度（昭和56年度），1日上下車人次為127人[4]。

## 車站周邊
車站附近為上渚滑市區。
- 北海道道553號上藻別上渚滑停車場線（日语：北海道道553号上藻別上渚滑停車場線）
- 國道273號（渚滑國道）
- 紋別市政廳上渚滑分所
- 上渚滑郵局
- 渚滑川（日语：渚滑川）
- 北紋巴士（日语：北紋バス）「上渚滑」巴士站（渚滑線替代巴士站位於町民中心前，城際巴士位於國道273號上）

## 現況
截至1997年（平成9年）11月，站內沒有任何鐵路相關設施痕蹟。舊站內建設了「上渚滑町民中心」，部分位置變成了「上渚滑交通公園」。月台、路軌和平交道再次出現在站內，該處也保存了臂木式號誌機，在路軌上設有路軌單車。但是月台和路軌都是模擬出來的，不是當時的位置。
截至1986年（昭和61年），在紋別市內設有「上渚滑鐵道資料館」和「上渚滑交通公園」，鄰接巴士候車室。館內展出了站名牌和方向牌等鐵路用品與渚滑線相關資料。截至1998年（平成10年）仍然公開中。

## 其他
在此站到發的區間列車中，只有下行1班（渚滑站至此站之間，假日暫停服務）（截至1985年（昭和60年）3月14日，廢除前時間表）。

## 相鄰車站
日本國有鐵道
渚滑線
中渚滑－（上東臨時乘降場）－上渚滑－（奧東臨時乘降場）－瀧之下

## 注腳
1. 1 2  “駅舎をカメラにおさめる鉄道マニアたち 渚滑線”. 北海道新聞 (北海道新聞社). (1985年3月29日)
2. 1 2   第1版. 札幌市: 日本國有鐵道北海道總局. 1973-03-25: 201. ASIN B000J9RBUY （日语）.
3. ↑  札幌鉄道局編 (编). . 北彊民族研究会. 1939: 94. NDLJP: 1029473 （日语）.
4. 1 2 3 4 5 6  書籍《国鉄全線各駅停車1 北海道690駅》（小學館，1983年7月發行）215頁。
5. 1 2 3 4  書籍《全国保存鉄道III 東日本編》（監修：白川淳，JTB出版，1998年11月發行）55頁。
6. 1 2  書籍《鉄道廃線跡を歩くV》（JTB出版，1998年6月發行）23-24頁。
7. ↑  書籍《北海道の鉄道廃線跡》（著：本久公洋，北海道新聞社，2011年9月發行）170頁。
8. ↑  書籍《廃線終着駅を訊ねる 国鉄・JR編》（著：三宅俊彥（日语：三宅俊彦），JTB出版，2010年4月發行）45頁。